# Premio Pulitzer per la biografia e autobiografia
Il premio Pulitzer per Biografie o Autobiografie è uno dei sette premi Pulitzer che viene assegnato per le Lettere, Drammi e Musica. Esso viene assegnato fin dal 1917 per una biografia o autobiografia scritta da un autore o coautore statunitense nell'anno precedente. Dunque si tratta di uno dei premi originali Pulitzer, poiché il programma venne inaugurato nel 1917 con sette premi, quattro dei quali vennero assegnati in quell'anno
Dal 1980 vengono annunciati i finalisti, in genere due o più oltre al vincitore.
Dal 2023 ha cambiato nome in premio Pulitzer per la biografia, escludendo quindi le autobiografie insignite da allora del nuovo premio Pulitzer per il memoir o l'autobiografia.

## Vincitori
Nei suoi 97 anni, fino al 2013, il premio Pulitzer per le biografie o autobiografie fu assegnato 97 volte. Due furono assegnati nel 1938, nessuno nel 1962.

### 1910
- 1917: Julia Ward Howe di Laura E. Richards e Maud Howe Elliott, assisted by Florence Howe Hall
- 1918: Benjamin Franklin, Self-Revealed di William Cabell Bruce
- 1919: The Education of Henry Adams di Henry Adams

### 1920
- 1920: The Life of John Marshall, 4 vols. di Albert J. Beveridge
- 1921: The Americanization of Edward Bok di Edward Bok
- 1922: A Daughter of the Middle Border di Hamlin Garland
- 1923: The Life and Letters of Walter H. Page di Burton J. Hendrick
- 1924: From Immigrant to Inventor di Michael I. Pupin
- 1925: Barrett Wendell and His Letters di M. A. Dewolfe Howe
- 1926: The Life of Sir William Osler, 2 vols. di Harvey Cushing
- 1927: Whitman di Emory Holloway
- 1928: The American Orchestra and Theodore Thomas di Charles Edward Russell
- 1929: The Training of an American: The Earlier Life and Letters of Walter H. Page di Burton J. Hendrick

### 1930
- 1930: The Raven: A Biography of Sam Houston di Marquis James
- 1931: Charles W. Eliot, President of Harvard University, 1869-1901 di Henry James
- 1932: Theodore Roosevelt: A Biography di Henry F. Pringle
- 1933: Grover Cleveland: A Study in Courage di Allan Nevins
- 1934: John Hay di Tyler Dennett
- 1935: R. E. Lee di Douglas S. Freeman
- 1936: The Thought and Character of William James di Ralph Barton Perry
- 1937: Hamilton Fish di Allan Nevins
- 1938: Pedlar's Progress: The Life of Bronson Alcott di Odell Shepard
- 1938: Andrew Jackson, 2 vols. di Marquis James
- 1939: Benjamin Franklin di Carl Van Doren

### 1940
- 1940: Woodrow Wilson, Life and Letters. Vols. VII and VIII di Ray Stannard Baker
- 1941: Jonathan Edwards, 1703-1758: a biography di Ola Elizabeth Winslow
- 1942: Crusader in Crinoline: The Life of Harriet Beecher Stowe di Forrest Wilson
- 1943: Admiral of the Ocean Sea di Samuel Eliot Morison
- 1944: The American Leonardo: The Life of Samuel F. B. Morse di Carleton Mabee
- 1945: George Bancroft: Brahmin Rebel di Russel Blaine Nye
- 1946: Son of the Wilderness: The Life of John Muir di Linnie Marsh Wolfe
- 1947: The Autobiography of William Allen White di William Allen White
- 1948: Forgotten First Citizen: John Bigelow di Margaret Clapp
- 1949: Roosevelt and Hopkins di Robert E. Sherwood

### 1950
- 1950: John Quincy Adams and the Foundations of American Foreign Policy di Samuel Flagg Bemis
- 1951: John C. Calhoun: American Portrait di Margaret Louise Coit
- 1952: Charles Evans Hughes di Merlo J. Pusey
- 1953: Edmund Pendleton 1721–1803 di David J. Mays
- 1954: The Spirit of St. Louis di Charles A. Lindbergh
- 1955: The Taft Story di William S. White
- 1956: Benjamin Henry Latrobe di Talbot Faulkner Hamlin
- 1957: Profiles in Courage di John F. Kennedy
- 1958: George Washington, Volumi I-VI di Douglas Southall Freeman, e Volume VII, scritto da John Alexander Carroll e Mary Wells Ashworth dopo il decesso del Dr. Freeman nel 1953
- 1959: Woodrow Wilson, American Prophet di Arthur Walworth

### 1960
- 1960: John Paul Jones di Samuel Eliot Morison
- 1961: Charles Sumner and the Coming of the Civil War di David Donald
- 1962: nessun premio assegnato[4]
- 1963: Henry James di Leon Edel
- 1964: John Keats di Walter Jackson Bate
- 1965: Henry Adams, 3 vols., di Ernest Samuels
- 1966: A Thousand Days: John F. Kennedy in the White House di Arthur M. Schlesinger, Jr.
- 1967: Mr. Clemens and Mark Twain di Justin Kaplan
- 1968: Memoirs di George Frost Kennan
- 1969: The Man From New York: John Quinn and His Friends di Benjamin Lawrence Reid

### 1970
- 1970: Huey Long di Thomas Harry Williams
- 1971: Robert Frost: The Years of Triumph, 1915–1938, di Lawrence Thompson
- 1972: Eleanor e Franklin di Joseph P. Lash
- 1973: Luce and His Empire di W. A. Swanberg
- 1974: O'Neill, Son and Artist di Louis Sheaffer
- 1975: The Power Broker: Robert Moses and the Fall of New York di Robert Caro
- 1976: Edith Wharton: A Biography di R. W. B. Lewis
- 1977: A Prince of Our Disorder: The Life of T. E. Lawrence di John E. Mack
- 1978: Samuel Johnson di Walter Jackson Bate
- 1979: Days of Sorrow and Pain: Leo Baeck and the Berlin Jews di Leonard Baker

### 1980
I successivi comprendono l'elenco dei finalisti dopo il vincitore, per ciascun anno.
- 1980: The Rise of Theodore Roosevelt di Edmund Morris
  - Being Bernard Berenson di Meryle Secrest
  - Bernard Berenson, The Making of a Connoisseur di Ernest Samuels
  - The Duke of Deception di Geoffrey Wolff
- 1981: Peter the Great: His Life and World di Robert K. Massie
  - Walt Whitman: A Life di Justin Kaplan
  - Walter Lippmann and the American Century di Ronald Steel
- 1982: Grant: A Biography di William S. McFeely
  - Mornings on Horseback di David McCullough
  - Waldo Emerson di Gay Wilson Allen
- 1983: Growing Up di Russell Baker
  - Churchill: Young Man in a Hurry, 1874–1915 di Ted Morgan
  - Thomas E. Dewey and His Times di Richard Norton Smith
- 1984: Booker T. Washington: The Wizard of Tuskegee, 1901–1915 di Louis R. Harlan
  - Black Apollo of Science: The Life of Ernest Everett Just di Kenneth Manning
  - Thomas Carlyle: A Biography di Fred Kaplan
- 1985: The Life and Times of Cotton Mather di Kenneth Silverman
  - Becoming William James di Howard M. Feinstein
  - The Seven Mountains of Thomas Merton di Michael Mott
- 1986: Louise Bogan: A Portrait di Elizabeth Frank
  - A Hidden Childhood: A Jewish Girl's Sanctuary in a French Convent, 1942–1945 di Frida Scheps Weinstein
  - George Washington Williams: A Biography di John Hope Franklin
- 1987: Bearing the Cross: Martin Luther King Jr. and the Southern Christian Leadership Conference di David J. Garrow
  - Dostoevsky: The Stir of Liberation, 1860–1865 di Joseph Frank
  - Murrow: His Life and Times di A.M. Sperber
  - The Life and Times of Congressman John Quincy Adams di Leonard L. Richards
- 1988: Look Homeward: A Life of Thomas Wolfe di David Herbert Donald
  - George Santayana: A Biography di John Owen McCormick
  - Hemingway di Kenneth S. Lynn
- 1989: Oscar Wilde di Richard Ellmann
  - A Bright Shining Lie: John Paul Vann and America in Vietnam di Neil Sheehan
  - Freud: A Life for Our Time di Peter Gay
  - The Life of Langston Hughes: Volume II, 1941–1967: I Dream a World di Arnold Rampersad

### 1990
- 1990: Machiavelli in Hell di Sebastian de Grazia
  - A First-Class Temperament: The Emergence of Franklin Roosevelt di Geoffrey C. Ward
  - Clear Pictures: First Loves, First Guides di Reynolds Price
  - The Road From Coorain di Jill Ker Conway
- 1991: Jackson Pollock: An American Saga di Steven Naifeh e Gregory White Smith
  - Alfred I. Du Pont: The Man and His Family di Joseph Frazier Wall
  - The Five of Hearts: An Intimate Portrait of Henry Adams and His Friends 1880–1918 di Patricia O'Toole
- 1992: Fortunate Son: The Autobiography of Lewis B. Puller Jr. di Lewis B. Puller
  - Frederick Douglass di William S. McFeely
  - Orwell: The Authorized Biography di Michael Shelden
- 1993: Truman di David McCullough
  - Genius: The Life and Science of Richard Feynman di James Gleick
  - Kissinger di Walter Isaacson
- 1994: W. E. B. Du Bois: Biography of a Race, 1868–1919 di David Levering Lewis
  - Ladro di stile. Le diverse vite di Jean Genet di Edmund White
  - In Extremis: The Life of Laura Riding di Deborah Baker
- 1995: Harriet Beecher Stowe: A Life di Joan D. Hedrick
  - Hugo Black: A Biography di Roger K. Newman
  - Saint-Exupery: A Biography di Stacy Schiff
- 1996: God: A Biography di Jack Miles
  - John Sloan: Painter and Rebel di John Loughery
  - Mozart: A Life di Maynard Solomon
- 1997: Angela's Ashes: A Memoir di Frank McCourt
  - Herman Melville: A Biography, Volume 1, 1819–1851 di Hershel Parker
  - In the Wilderness: Coming of Age in Unknown Country di Kim Barnes
- 1998: Personal History di Katharine Graham
  - Alfred C. Kinsey: A Public-Private Life di James H. Jones
  - Whittaker Chambers: A Biography di Sam Tanenhaus
- 1999: Lindbergh di A. Scott Berg
  - A Beautiful Mind di Sylvia Nasar
  - Gray At Home with the Marquis de Sade: A Life di Francine du Plessix

### 2000
- 2000: Vera, Mrs. Vladimir Nabokov di Stacy Schiff
  - Clear Springs: A Memoir di Bobbie Ann Mason
  - Galileo's Daughter: A Historical Memoir of Science, Faith, and Love di Dava Sobel
- 2001: W. E. B. Du Bois: The Fight for Equality and the American Century 1919-1963 di David Levering Lewis
  - Johann Sebastian Bach: The Learned Musician di Christoph Wolff
  - The First American: The Life and Times of Benjamin Franklin di H.W. Brands
- 2002: John Adams di David McCullough
  - An Hour Before Daylight: Memories of a Rural Boyhood di Jimmy Carter
  - Grant di Jean Edward Smith
- 2003: Master of the Senate: The Years of Lyndon Johnson di Robert Caro
  - Beethoven: The Music and the Life di Lewis Lockwood
  - The Fly Swatter di Nicholas Dawidoff
- 2004: Khrushchev: The Man and His Era di William Taubman
  - Arshile Gorky: His Life and Work di Hayden Herrera
  - Isaac Newton di James Gleick
- 2005: de Kooning: An American Master di Mark Stevens e Annalyn Swan
  - Under a Wild Sky: John James Audubon and the Making of The Birds of America di William Souder
  - Will in the World: How Shakespeare Became Shakespeare di Stephen Greenblatt
- 2006: American Prometheus: The Triumph and Tragedy of J. Robert Oppenheimer di Kai Bird e Martin J. Sherwin
  - The Peabody Sisters: Three Women Who Ignited American Romanticism di Megan Marshall
  - The Year of Magical Thinking di Joan Didion
- 2007: The Most Famous Man in America: The Biography of Henry Ward Beecher di Debby Applegate
  - Andrew Carnegie di David Nasaw
  - John Wilkes: The Scandalous Father of Civil Liberty di Arthur H. Cash
- 2008: Eden's Outcasts: The Story of Louisa May Alcott and Her Father di John Matteson
  - The Life of Kingsley Amis di Zachary Leader
  - The Worlds of Lincoln Kirstein di Martin Duberman
- 2009: American Lion: Andrew Jackson in the White House di Jon Meacham
  - The Bin Ladens: An Arabian Family in the American Century di Steve Coll
  - Traitor to His Class: The Privileged Life and Radical Presidency of Franklin Delano Roosevelt di H.W. Brands

### 2010
- 2010: The First Tycoon: The Epic Life of Cornelius Vanderbilt di T.J. Stiles
  - Cheever: A Life di Blake Bailey
  - Woodrow Wilson: A Biography di John Milton Cooper, Jr.
- 2011: Washington: A Life di Ron Chernow
  - Mrs. Adams in Winter: A Journey in the Last Days of Napoleon di Michael O'Brien
  - The Publisher: Henry Luce and His American Century di Alan Brinkley
- 2012: George F. Kennan: An American Life di John Lewis Gaddis
  - Malcolm X: A Life of Reinvention di Manning Marable
  - Love and Capital: Karl and Jenny Marx and the Birth of a Revolution di Mary Gabriel
- 2013: The Black Count: Glory, Revolution, Betrayal, and the Real Count of Monte Cristo di Tom Reiss
  - Portrait of a Novel: Henry James and the Making of an American Masterpiece di Michael Gorra
  - The Patriarch: The Remarkable Life and Turbulent Times of Joseph P. Kennedy di David Nasaw
- 2014: Margaret Fuller: A New American Life di Megan Marshall
  - Jonathan Swift: His Life and His World di Leo Damrosch
  - Karl Marx: A Nineteenth-Century Life di Jonathan Sperber
- 2015: The Pope and Mussolini: The Secret History of Pius XI and the Rise of Fascism in Europe di David I. Kertzer[5]
  - Louis Armstrong: Master of Modernism di Thomas Brothers
  - Stalin: Volume I: Paradoxes of Power, 1878-1928 di Stephen Kotkin
- 2016: Barbarian Days: A Surfing Life di William Finnegan
  - Custer's Trials: A Life on the Frontier of a New America di T.J. Stiles
  - The Light of the World: A Memoir di Elizabeth Alexander
- 2017: The Return: Fathers, Sons and the Land in Between di Hisham Matar[6]
  - In the Darkroom di Susan Faludi
  - When Breath Becomes Air di Paul Kalanithi
- 2018: Prairie Fires: The American Dreams of Laura Ingalls Wilder di Caroline Fraser
  - Richard Nixon: The Life di John A. Farrell
  - Robert Lowell, Setting the River on Fire: A Study of Genius, Mania, and Character di Kay Redfield Jamison
- 2019: The New Negro: The life of Alain Locke di Jeffrey C. Stewart
  - Proust's Dutchess: How three celebrated women captured the imagination of Fin-de-Siècle Paris di Caroline Weber
  - The Road Not Taken: Edward Lansdale and the American Tragedy in Vietnam di Max Boot

### 2020
- 2020: Sontag: Her Life and Work di Benjamin Moser
  - Our Man: Richard Holbrooke and the End of the American Century di George Packer
  - Parisian Lives: Samuel Beckett, Simone de Beauvoir, And Me di Deirdre Bair
- 2021: The Dead Are Arising: The Life of Malcolm X di Les Payne e Tamara Payne
  - Red Comet: The Short Life and Blazing Art of Sylvia Plath di Heather Clark
  - Stranger in the Shogun’s City: A Japanese Woman and Her World di Amy Stanley
- 2022: Chasing Me to My Grave: An Artist’s Memoir of the Jim Crow South di Winfred Rembert e Erin I. Kelly[7]
  - Pessoa: A Biography di Richard Zenith
  - The Doctors Blackwell: How Two Pioneering Sisters Brought Medicine to Women and Women to Medicine di Janice P. Nimura
- 2023: G-Man: J. Edgar Hoover and the Making of the American Century di Beverly Gage[8]
  - His Name Is George Floyd: One Man's Life and the Struggle for Racial Justice di Robert Samuels e Toluse Olorunnipa
  - Mr. B: George Balanchine's 20th Century di Jennifer Homans
- 2024: King: A Life di Jonathan Eig ex aequo Master Slave Husband Wife: An Epic Journey from Slavery to Freedom di Ilyon Woo[9]
  - Larry McMurtry: A Life di Tracy Daugherty

## Vincitori per più volte
Nessuno ha vinto fino ad ora il Premio Pulitzer per la biografia o autobiografia più di due volte; undici autori hanno vinto il premio due volte:
- Burton J. Hendrick, 1923, 1929
- Marquis James, 1930, 1938
- Allan Nevins, 1933, 1937
- Douglas S. Freeman, 1935, 1958
- Samuel Eliot Morison, 1943, 1960
- David Herbert Donald, 1961, 1988
- Walter Jackson Bate, 1964, 1978
- Robert Caro, 1975, 2003
- David McCullough, 1993, 2002
- David Levering Lewis, 1994, 2001

W. A. Swanberg fu scelto dalla giuria due volte, nel 1962 e nel 1973 ma i garanti hanno annullato la vincita del 1962, assegnata per Citizen Hearst.